# Ollarianus insignis
Ollarianus insignis är en insektsart som beskrevs av Delong 1944. Ollarianus insignis ingår i släktet Ollarianus och familjen dvärgstritar. Inga underarter finns listade i Catalogue of Life.